# WebM
WebM — вільний відкритий мультимедійний контейнер призначений для доставки аудіовізуальних даних в мережі Інтернет у межах стандарту HTML5. Проєкт розвивається за фінансової підтримки Google.
Файл WebM складається з VP8 відео- та Vorbis аудіо-потоків, у контейнері на основі Matroska. Всі інструменти та документація розповсюджуються під вільною ліцензією BSD.

## Історія
У п'яту версію мови HTML був доданий спеціальний елемент для відображення відео. Як стандарт пропонувалося використовувати вільне ПЗ: відеокодек Theora, аудіокодек Vorbis і медіаконтейнер Ogg. Однак деякі гравці ринку були незадоволені якістю Theora і відсутністю апаратного прискорення для нього, тому з специфікації HTML5 в 2007 році було видалена згадка конкретних стандартів. У результаті для відео в HTML5 використовується[коли?] дві реалізації — Theora / Vorbis / Ogg (підтримуються Mozilla, Opera і Фондом Вікімедія) і H.264/AAC/MPEG-4 (підтримується Apple і Microsoft).
Для припинення «війни форматів» Google придбала компанію On2 (розробника VP3, попередника Theora і нового якіснішого відео-кодека VP8). На Google I/O 2010 року код VP8 був відкритий під ліцензією, подібною до BSD і представлений набір з відео-/аудіокодеків і медіаконтейнера під спільною назвою «WebM».

## Ліцензування

### WebM Community Cross-License
Щоб запобігти подальшій неясності в питання ліцензування і патентування, компанією Google було створено WebM Community Cross-License — організацію, що забезпечує крос-ліцензування інтелектуальної власності провідних компаній, що зацікавлені у розвитку вільного відео-формату. WebM CCL є своєрідним аналогом патентного пулу AVC MPEG LA і була створена у відповідь на намагання MPEG LA створити комерційний пул для VP8. До початкового складу організації увійшли:
- AMD
- Cisco Systems
- Google Inc.
- HiSilicon[en] (разом Huawei[джерело?])
- LG Electronics
- Logitech
- Matroska
- MIPS Technologies
- Mozilla Corporation
- Opera Software
- Pantech
- Quanta Computer
- Samsung Electronics Co., Ltd.
- STMicroelectronics, та ST-Ericsson
- Texas Instruments
- Verisilicon Holdings
- Xiph.org Foundation

## Підтримка формату
Формат VP8 чи контейнер WebM можуть відтворювати наступні програмні продукти: VLC, Miro, Moovida, Winamp, MPlayer; браузери: Mozilla Firefox (починаючи з версії 4 beta 7), Opera (починаючи з версії 10.63), Google Crome (починаючи з версії 7.0.517.44) та Microsoft Internet Explorer 9 за допомогою спеціального компоненту.
На конференції Google I/O 2011 року компанія Adobe підтвердила свої наміри включити до свого продукту Adobe Flash Player підтримку WebM включаючи відеокодек VP8, аудіокодек Vorbis та медіаконтейнер Matroska.

### Апаратна підтримка
Google надає вичерпні специфікації для виробників мікросхем прискорення VP8.
Доступні на ринку мікросхеми для апаратного прискорення (відтворення відео) виготовляє холдинг VeriSilicon, південнокорейська компанія Chip&Media та китайський виробник Rockchip. Варто зауважити, що ці мікросхеми є мультиформатними і можуть відтворювати як h.264, так і VP8 відеопотік роздільною здатністю 1920x1080 пікселів зі швидкістю 60к/с.